# Chelsea Kane
Chelsea Kane Staub, född 15 september 1988 i Phoenix i Arizona, känd som Chelsea Kane, är en amerikansk skådespelerska och sångerska. Hennes första stora roll på film var i Bratz: The Movie, och hon är mest känd för sina roller som Stella Malone på Disney Channel Original Serien, Jonas L.A., och som Alexis Bender i Disneys Channel Original Movie StarStruck

## Filmografi
Filmer
- Arizona Summer (2003) – Carol
- Bratz: The Movie (2007) – Meredith Baxter Dimly
- Minutemen (2008) – Stephanie Jameson
- Girlfriend (2009) – Summer
- Starstruck (2010) – Alexis Bender

Television
| Film      | Film                             | Film           | Film       |
| År        | Film                             | Roll           | Övrigt     |
| --------- | -------------------------------- | -------------- | ---------- |
| 2004      | Listen Up!                       | Liten flicka   |            |
| 2004      | Summerland                       | Sharon         |            |
| 2004      | Cracking Up                      | Nora Jones     | liten roll |
| 2008      | Wizards of Waverly Place         | Kari Landsdorf |            |
| 2008      | The Bill Engvall Show            | Erica          |            |
| 2008      | Disney Channel Games             | Sig själv      |            |
| 2008      | Jonas Brothers: Living the Dream | Sig själv      |            |
| 2008      | Zapping Zone Zona Norte          | Sig själv      |            |
| 2008      | Zapping Zone Argentina           | Sig själv      |            |
| 2009/2011 | Jonas L.A.                       | Stella Malone  |            |
| 2012-2017 | Baby Daddy                       | Riley Perrin   |            |